# محتسب
المحتسب هو الذي يقوم بالعمل الخيري تطوعا بغير مقابل. ولا يريد إلا ابتغاء مرضاة الله. والاسم الحسبة. كانت تقوم بتطوّع من الذين يودّون تطبيق القاعدة الأمر بالمعروف والنهي عن المنكر ودون مقابل. أي انهم يقومون بها احتساباً لوجه الله. ومنها (محتسب).أو تطوعاً لوجه الله ومنها (المطوع) كما عرف بالخليج كل ملتحي بعد عودتها أوائل القرن الماضي بالسعودية.

## بداياتها
ظهرت تقريباً في بدايات الدولة العباسية. بعد اتساع الدولة واتساع أسواقها. كان لابد من وجود مراقبين لمراقبة سلع التجار بالأسواق وهي في بداياتها كانت احتساباً بمعنى تطوعاً. وإتباع القاعدة الشهيرة (الأمر بالمعروف والنهي عن المنكر).

## توسعها
في نهاية الدولة العباسية كان المحتسب في أوجّ نموه حيث توسع من الأسواق إلا الأزقّة والطرق وأصبح له أفراد وراتب. وأخذت تنمو حتى دولة المماليك. يربط الكثير المحتسب بجماعة الأمر بالمعروف والنهي عن المنكر بالسعودية.

## مساعد المحتسب
من المعلوم أن المحتسبين مهما كثر عددهم فإنهم لا يغطون تلك الاختصاصات والمسؤوليات الواسعة التي ينبغي أن يغطيها عمل المحتسب، فقد استدعت الشمولية في عمل المحتسب أن يعزز ادارته بالنواب، لا سيما في الأمصار الكبيرة ذوات الضواحي الآهلة، والأسواق المزدحمة بخدم مسخرين بمهمات تسيير أشغاله، وأعوان من وجوه أرباب الصنائع الذين يستظهر بهم في هذه المهام؛ ليطلعوه على خفي أسرار أصحاب الحرف والتجارة؛ حتى لا يخفى عليه من أمور السوق كثير ولا قليل، هؤلاء هم المساعدون ويطلق عليهم العرفاء.
أول من عين له مساعدين في الحسبة النبي محمد، وذلك عندما وضع عمر بن الخطاب على المدينة ينوب عنه في الأسواق وغيرها، وسعيد بن العاص على مكة بعد استشهاده وضع عتّاب بن أسيد، وعلى الطائف عثمان بن أبي العاص، وعلى أسواق النسوة وشؤونهن سمراء بنت نهيك الأسدية،خشية الاختلاط بالرجال والخلوة بهن

## عقوبات المحتسب
اتلاف البضائع الفاسدة، وإراقة الخمور ومنع التجار من الغش والتشهير بهم ليتجنب الناس التعامل معهم، والضرب والحبس أحيانًا

## مؤلفات في الحسبة
- نهاية الرتبة في طلب الحسبة لعبد الرحمن الشيزري.
- نهاية الرتبة في طلب الحسبة لابن بسام المحتسب التنيسي.